# شاپرک زاغی
شاپرک زاغی (نام علمی: Abraxas grossulariata) نام یک گونه از تیره زمین‌سنجان است. این گونه در آمریکای شمالی یافت می‌شود. نام این گونه برگرفته از طرح رنگ آن می‌باشد. لاروهای این گونه اغلب از انگور فرنگی تغذیه می‌کنند. اندازه این گونه ۱۸–۲۵میلی‌متر است. این گونه از گیاهان انگورفرنگی قرمز، انگورفرنگی سیاه، آلوبخارایی، زالزالک و فندق تغذیه می‌کند.